# Canon de 7,5 cm leIG 18
Le canon de 7,5 cm leIG 18 (en allemand : Leichtes Infanterie-Geschütz 18) est un obusier léger de fabrication allemande utilisé par la Wehrmacht comme canon de support d'infanterie durant la Seconde Guerre mondiale. Son développement commença en 1927.
Fin 1944 il commença à être remplacé par le 7.5 cm Infanteriegeschütz 42 (en).

## Variantes
- 7,5 cm leIG 18 : Version de base produite en série à partir de 1932.
- 7,5 cm leIG 18F : Version pour les troupes aéroportées, F pour "Fallschirmjäger" ( En français, "parachutiste" ). Seulement huit produits en 1935.
- 7,5 cm leGebIG 18 : Version pour les troupes de montagnes, le bouclier était optionnel. Désignation complète: 7,5 cm leichtes Gebirgs Infanterie-Geschütz 18